# Mitsuo Ogasawara
Mitsuo Ogasawara (født 5. april 1979) er en japansk fodboldspiller.

## Japans fodboldlandshold
| Japans landshold | Japans landshold | Japans landshold |
| År               | Kmp              | Mål              |
| ---------------- | ---------------- | ---------------- |
| 2002             | 8                | 0                |
| 2003             | 8                | 0                |
| 2004             | 12               | 2                |
| 2005             | 15               | 4                |
| 2006             | 10               | 1                |
| 2007             | 0                | 0                |
| 2008             | 0                | 0                |
| 2009             | 0                | 0                |
| 2010             | 2                | 0                |
| Total            | 53               | 7                |